# امپاتی
امپاتی (به انگلیسی: Ampati) یک منطقهٔ مسکونی در هند است که در مگالایا واقع شده‌است.